# 키루후라구
키루후라구(Kiruhura)는 우간다 남서부에 위치한 구로, 행정 중심지는 키루후라이며 인구는 212,219명(2002년 인구 조사 기준)이다.
행정 구역상으로는 서부 주에 속하며 2개 군(카조 군, 니아부쇼지 군)을 관할한다. 북서쪽으로는 이반다 구, 남쪽으로는 이싱기로 구, 북쪽으로는 키엔조조 구와 캄웽게 구, 북동쪽으로는 무벤데 구와 셈바불레 구, 동쪽으로는 리안톤데 구, 라카이 구와 접한다.

## 같이 보기
- 우간다의 행정 구역